# Sevenia rosa
Sevenia rosa là một loài bướm ngày thuộc họ Nymphalidae được tìm thấy ở Nam Phi.
Wingspan: 50–60 mm đối với con đực và 52–62 mm đối với con cái.
Flight period is recorded as tháng 10 đến tháng 1 but might be quanh năm.
Larval food is probably Maprounes africana.